# خانه رستم علی عیسی پور
خانه رستم علی عیسی پور مربوط به دوره قاجار است و در شهرستان فومن، شهرک تاریخی ماسوله واقع شده و این اثر در تاریخ ۲۵ اسفند ۱۳۸۰ با شمارهٔ ثبت ۵۳۹۱ به‌عنوان یکی از آثار ملی ایران به ثبت رسیده است.